# Merzenich

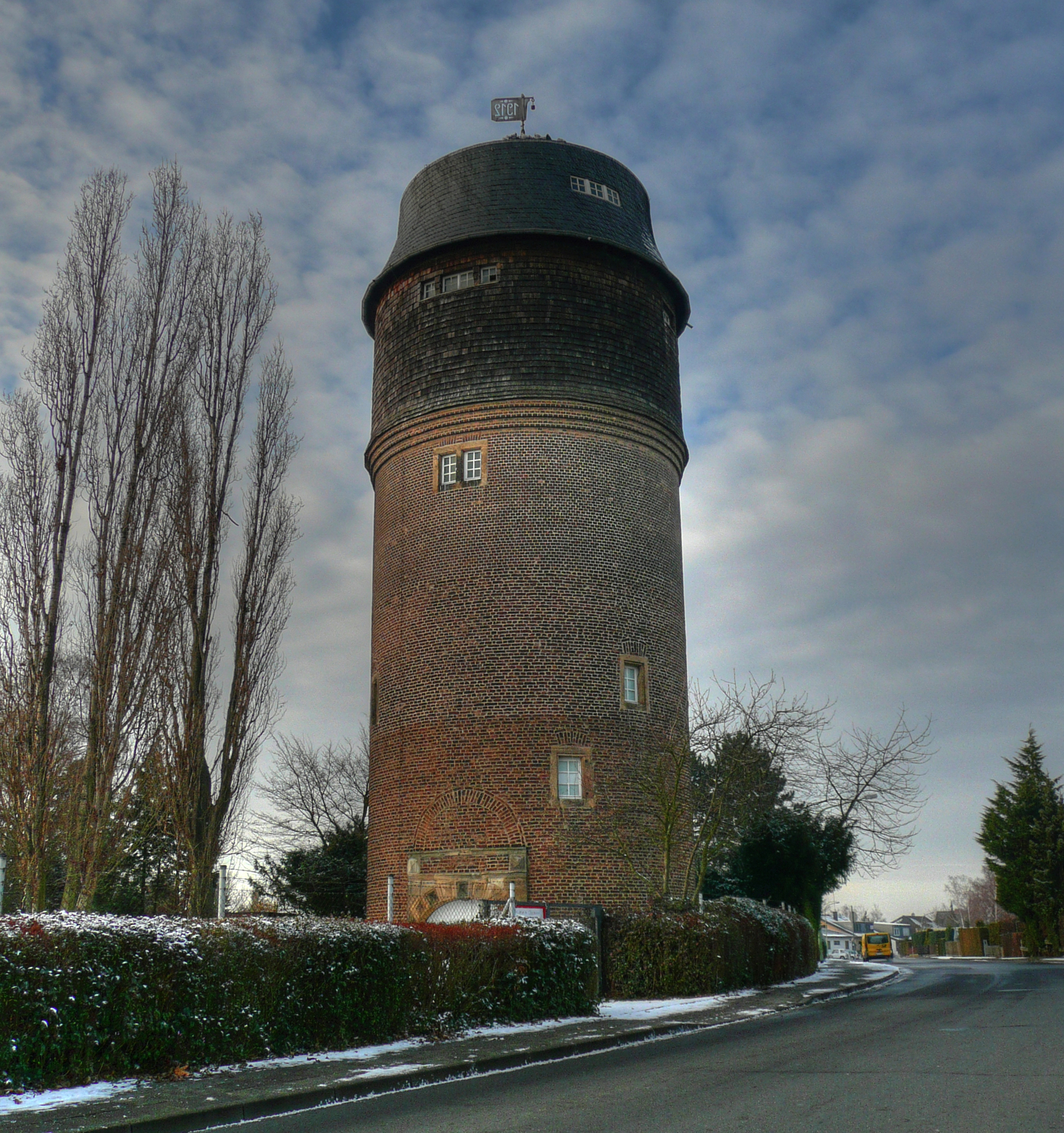
Ehemalige Windmühle

Merzenich ist eine Gemeinde in Nordrhein-Westfalen, Deutschland und gehört zum Kreis Düren. Der Ort Merzenich hat 7.222 Einwohner (31. Dezember 2022), die gesamte Gemeinde 10.418 (31. Dezember 2022). Seit 1998 ist diese Zahl in etwa konstant, nachdem sie zuvor zweimal hintereinander um mehr als 10 % pro Jahrzehnt gestiegen war.

## Geografie

### Geografische Lage
Merzenich liegt direkt am östlichen Stadtrand von Düren in der Jülich-Zülpicher Börde, einem Teil der Niederrheinischen Bucht, und wird vom Ellebach durchflossen. Unmittelbar nördlich liegt der Braunkohle-Tagebau Hambach, der sich mit der Verlegung der A 4 und der nun abgesagten Umsiedlung der Ortschaft Morschenich in das nördliche Gemeindegebiet vorschiebt. Im Abbaugebiet liegt auch der verbliebene Rest des Bürgewalds.

### Ausdehnung des Gemeindegebiets
Das Gemeindegebiet ist 37,91 km² groß und liegt am östlichen Rand des Kreises Düren.

### Gemeindegliederung
Die Gemeinde Merzenich besteht aus den Ortschaften
- Merzenich
- Girbelsrath
- Golzheim
- Bürgewald und
- Morschenich

### Nachbargemeinden
im Kreis Düren
- Düren
- Niederzier
- Nörvenich

im Rhein-Erft-Kreis
- Elsdorf
- Kerpen

### Wappen und Banner

Wappen der Gemeinde Merzenich
Banner der Gemeinde Merzenich

Der Gemeinde wurde mit Urkunde des Regierungspräsidenten Köln vom 24. Oktober 1975 das Recht zur Führung eines Wappens und ferner am 23. Juni 1978 das Recht zur Führung einer Flagge (als Banner) verliehen. Das Wappen basiert auf einem Siegel von 1447, das nur den Doppeladler zeigte. Der Turnierkragen stammt von den Herren Stach aus Golzheim und wurde später hinzugefügt. Die vier Lätze repräsentieren die Ortsteile Merzenich, Girbelsrath, Golzheim und Morschenich-Alt.
Blasonierung: „Im roten Fahnentuch oben ein goldener Doppeladler überhöht von einem durchgehenden vierlätzigen Turnierkragen.“

## Geschichte
Europas mit über 15 m tiefster steinzeitlicher Brunnen (etwa 5100 v. Chr.) wurde bei Merzenich-Morschenich entdeckt und im Block geborgen.
Der Name des Ortes wird von Martiniacum, einem Kompositum des lateinischen Personennamens Martin[i]us und des keltischen Suffixes -(i)acum, d. h. „Heim des Martinus“, abgeleitet. Erstmals erwähnt wurde Merzenich im Jahre 1225 in einer Urkunde des Grafen Otto von Neuenahr. Im Dorf gab es eine Burg, die bis auf einige Gräben völlig verschwunden ist. Im 19. Jahrhundert verfiel die Burg und wurde nicht wieder aufgebaut.
Im Jahr 1360 bestätigt Herzog Wilhelm I. von Jülich die Verpflichtung zur Lieferung des Wachszinses von insgesamt 26 am Bürgewald liegenden Orten an die Pfarrkirche von Arnoldsweiler. Unter diesen 26 Orten ist auch Mertzenich aufgeführt. Die Bewohner dieser Orte, so auch die aus Merzenich, mussten jährlich am Pfingstdienstag den Wachszins nach Arnoldsweiler bringen. Dabei mussten die Merzenicher eine Kerze von 12 Pfund Wachs abliefern. Somit gehört Merzenich zu den Orten, welche die meiste Menge an Wachs abliefern mussten. Dieses Kerzenopfer ist auf die Legende des hl. Arnoldus zurückzuführen, durch den die Dörfer den Wald erst nutzen durften. Zuvor stand dieser unter kaiserlichem Wildbann, das Betreten war für die einfache Bevölkerung verboten. Über Jahrhunderte nutzten die berechtigten Gemeinden den Wald gleichermaßen, erst 1775 wurde jeder Gemeinde ein spezifisches Waldstück zugewiesen. Merzenich erhielt ebenfalls ein Stück des Waldes, die Merzenicher Bürge, auch Merzenich-Girbelsrather Bürge genannt. Dieser Teil des Waldes ist mittlerweile abgeholzt und abgebaggert. Neben diesem Gemeindewald konnte die Merzenicher Bevölkerung den ebenfalls zum Bürgewald gehörenden Merzenicher Erbwald nutzen.
In den Regesten der Erzbischöfe von Köln wurde Golzheim am 28. November 1015 erstmals erwähnt. 1382 wurde das Dorf Gerbätzräude (Girbelsrath) an den Erzbischof von Köln abgetreten. Morsaz (Morschenich) wurde 1158 erstmals genannt. Dort gab es von 1939 bis 1955 die Großversuchsanlage Schachtanlage Union 103, in der man versuchte, Braunkohle im Untertagebau abzubauen. Geplant war eine tägliche Fördermenge von etwa 10.000 Tonnen, die allerdings nie erreicht wurde. Durchschnittlich wurde eine Tagesförderung von 200 Tonnen erzielt.

### Eingemeindungen
Am 1. Juli 1969 wurden die ehemaligen Gemeinden Girbelsrath, Golzheim und Morschenich eingegliedert.

## Politik

### Gemeinderat
Die 26 Sitze des Gemeinderats verteilen sich auf:

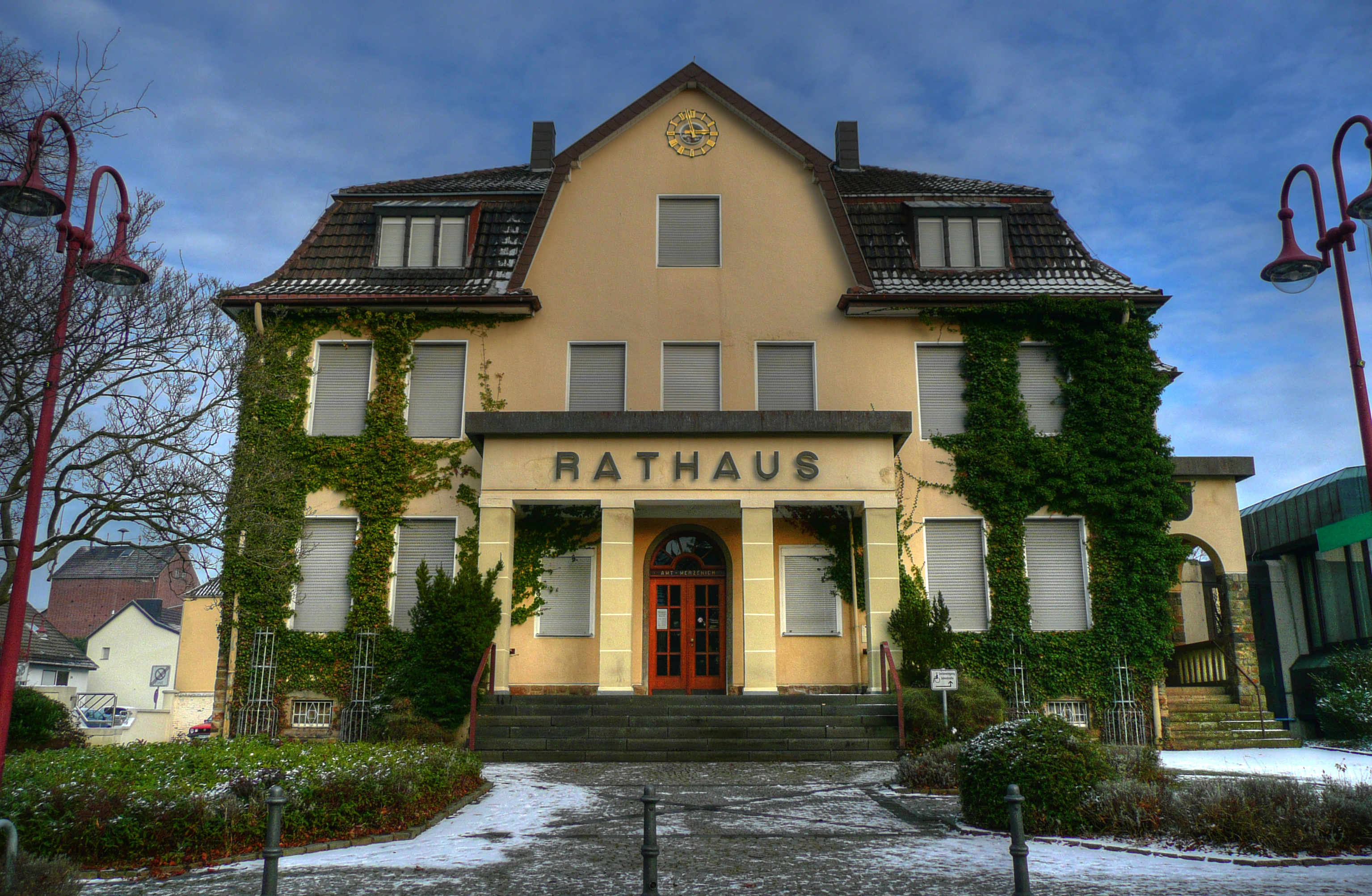
Rathaus

- CDU: 14 Sitze
- SPD: 7 Sitze
- Grüne: 3 Sitze
- FDP: 1 Sitz
- Die Linke: 1 Sitz

(Stand: September 2020)

### Bürgermeister
Georg Gelhausen (CDU) wurde im September 2020 mit 71,28 Prozent der Stimmen zum neuen Bürgermeister gewählt. Reimund Müller (SPD) erzielte 28,72 Prozent.

### Museen

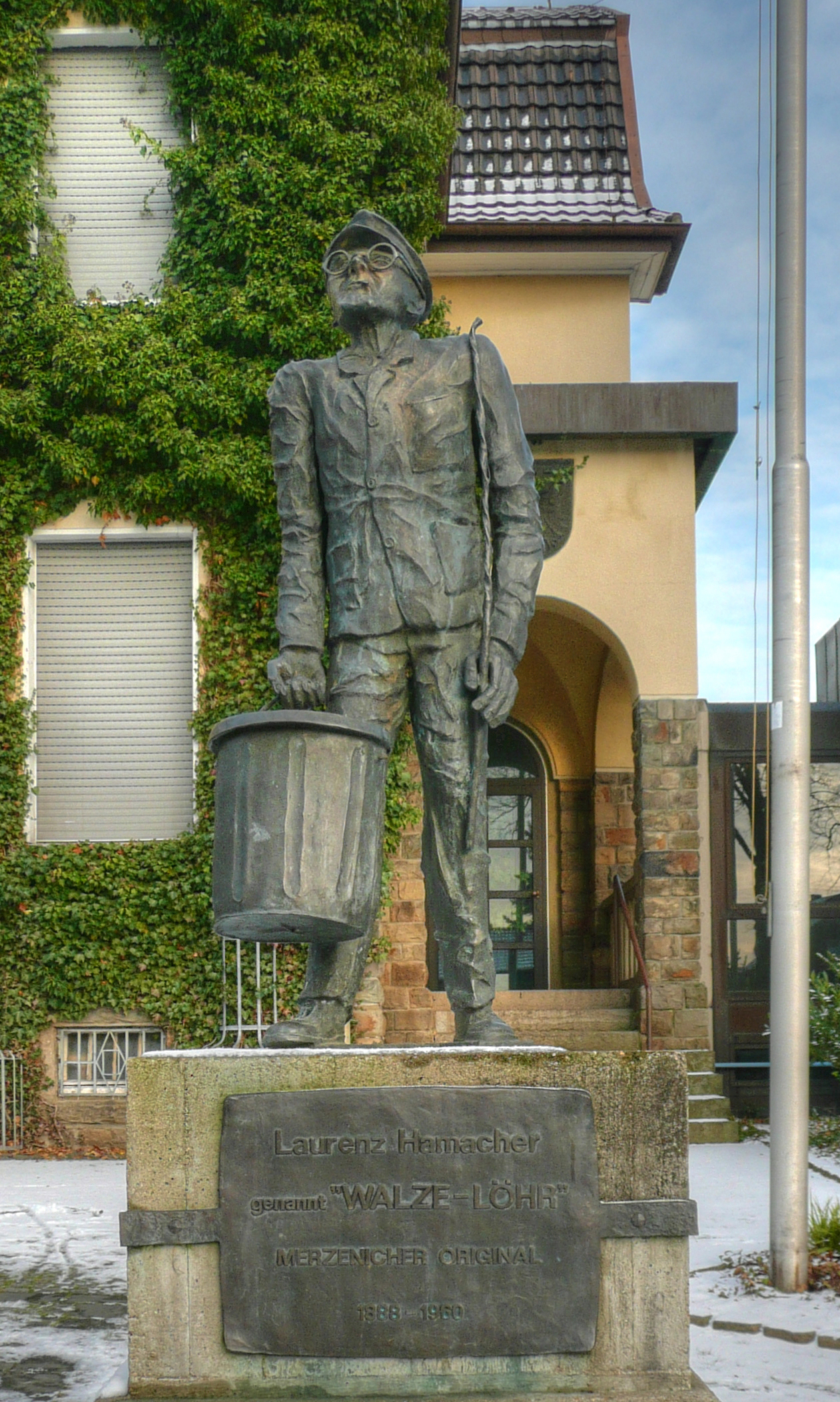
Plastik des Merzenicher Originals „Walze Löhr“ vor dem Rathaus

## Kultur und Sehenswürdigkeiten

### Bauwerke
Das Wahrzeichen des Ortes Merzenich, die alte katholische Pfarrkirche, bestehend aus einem in der Hochgotik entstandenen Turm und einem spätgotischen Langhaus, wird erstmals um 1300 genannt. Die jetzige Pfarrkirche St. Laurentius wurde um 1900 errichtet. Der Turmhelm wurde im Zweiten Weltkrieg zerstört und nicht wieder aufgebaut.

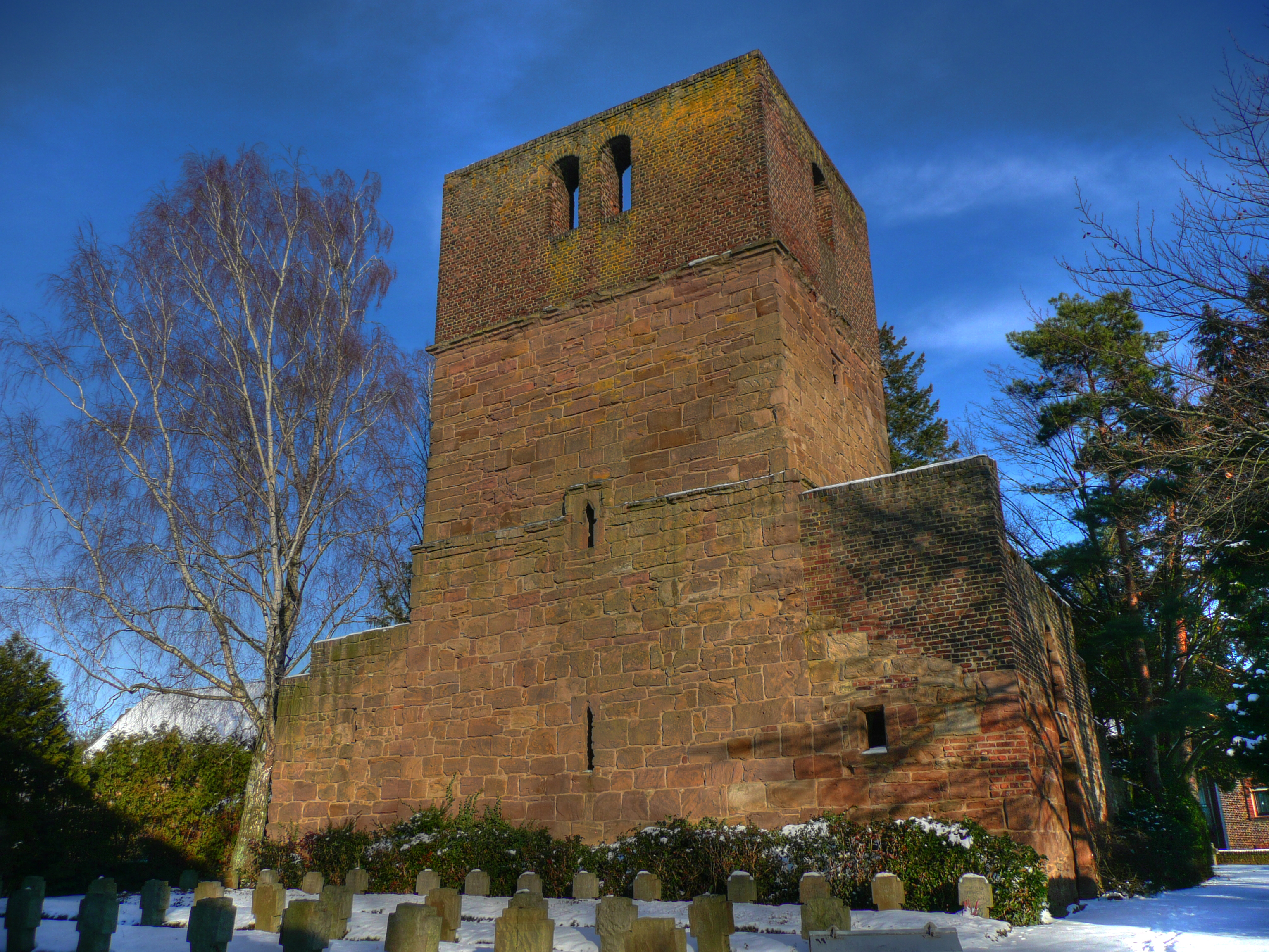
Alte katholische Pfarrkirche

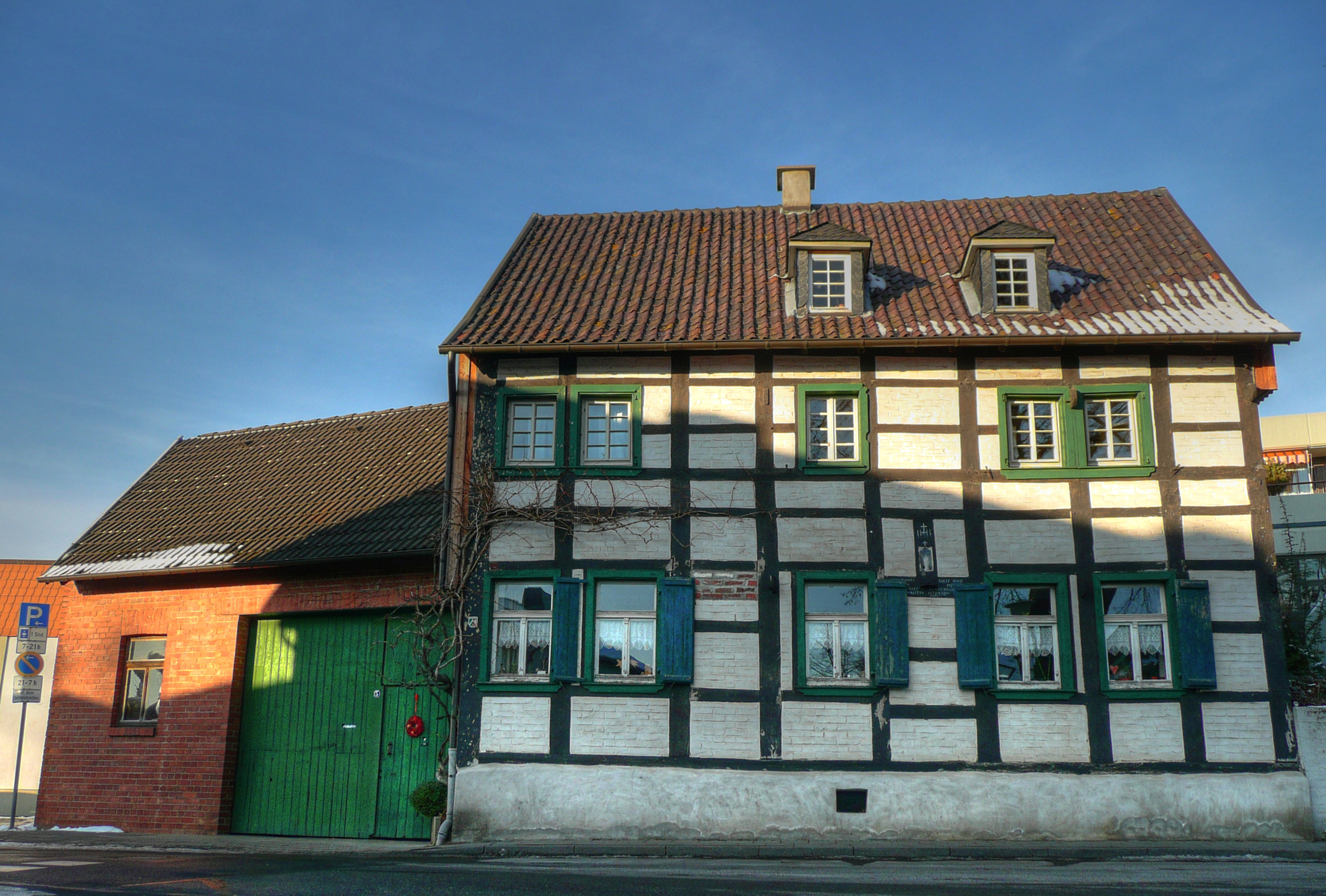
Fachwerkhaus in Merzenich

Ein weiteres Merzenicher Wahrzeichen ist der alte, restaurierte Wasserturm, der 1608 erbaut wurde und bis ins 20. Jahrhundert eine Windmühle war. Heute wird er für kulturelle Veranstaltungen genutzt.
→ Siehe auch Wassertürme im Kreis Düren

## Wirtschaft und Infrastruktur

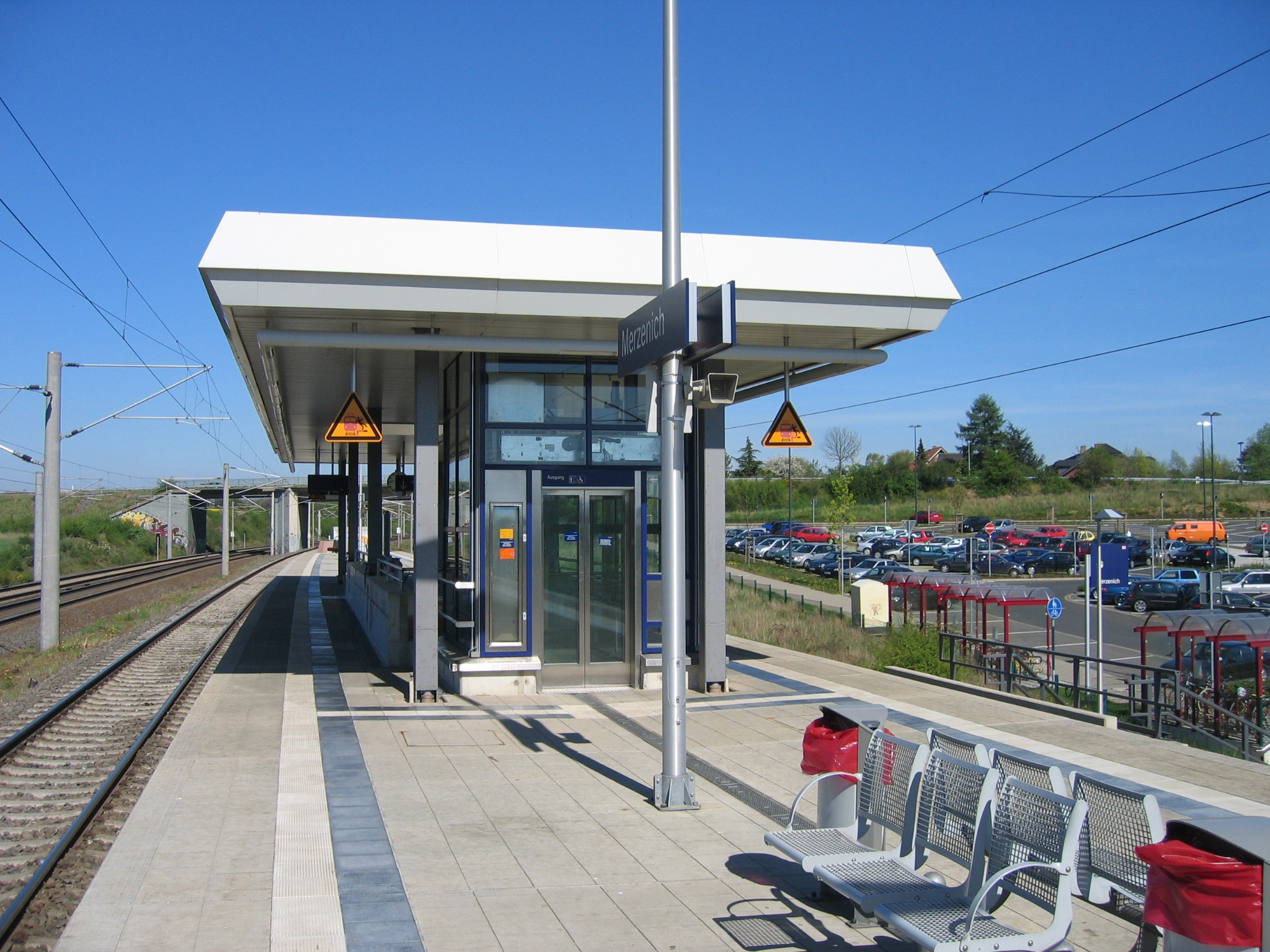
Haltepunkt Merzenich S-Bahn

Anfang der 1970er Jahre entstand bei Girbelsrath ein großes Gewerbegebiet. Dort ist die J. & W. Stollenwerk oHG, einer der größten Konservenhersteller Europas, ansässig. Daneben haben die GMS Günter Meyer Gesellschaft für Fahrbahnsanierungen mbH, ein Dienstleister für Fahrbahnsanierungen, sowie die Rövenich Industrietechnik GmbH, die seit 1972 Jahren für die regionale Industrie tätig ist, ihren Sitz. Außerdem sind viele mittelständische Unternehmen im Merzenicher Gewerbegebiet angesiedelt.

### Verkehr
Von 1908 bis 1963 war Merzenich durch eine Kleinbahn und Straßenbahn der Dürener Kreisbahn erschlossen. Die Bahn fuhr von Düren über Merzenich, Nörvenich und Zülpich nach Embken. Ferner streift die Bahnstrecke Aachen – Köln das Gemeindegebiet. Bis 1995 zweigte auch die Bahnstrecke Düren – Neuss in Richtung Elsdorf ab. Diese Strecke ist heute stillgelegt und demontiert. Am früheren Abzweig besteht seit dem 29. April 2003 ein S-Bahn-Haltepunkt mit großem Pendler-Parkplatz an der Strecke Aachen – Köln. Die S-Bahn-Linie 19 (zuvor: S 13 und S 12) verbindet Merzenich an Arbeitstagen mit Köln und in der Gegenrichtung nach Düren. Im Schienenpersonennahverkehr wird der Haltepunkt Merzenich von folgenden Linien bedient (Stand 13. Dezember 2020):
| Linie | Verlauf | Takt      |
| ----- | --- | --------- |
| S 19  | Düren – Merzenich – Buir – Sindorf – Horrem – Frechen-Königsdorf – Köln-Weiden West – Köln-Lövenich – Köln-Müngersdorf Technologiepark – Köln-Ehrenfeld – Köln Hansaring – Köln Hbf – Köln Messe/Deutz – Köln Trimbornstraße – Köln Frankfurter Straße – Köln/Bonn Flughafen – Porz-Wahn – Spich – Troisdorf – Siegburg/Bonn – Hennef (Sieg) – Hennef Im Siegbogen – (Blankenberg (Sieg) /) Merten (Sieg) – Eitorf – Herchen – Dattenfeld (Sieg) – Schladern (Sieg) – Rosbach (Sieg) – Au (Sieg) Stand: Fahrplanwechsel Dezember 2023 | 20/40 min |

Entlang dieser Bahnlinie verläuft auch ein Bahnradweg.
Rurtalbus verbindet Merzenich mit den AVV-Linien 207, 208, 209, 217, 227 und 236 mit den Nachbarorten sowie mit der Kreisstadt Düren. Die Linien 229 und SB 35 bedienen ausschließlich den Haltepunkt Merzenich Bahnhof, die Linie 276 die Haltestelle an der Schönen Aussicht. Zusätzlich verkehrt an Wochenenden ein Nachtbus. Bis zum 31. Dezember 2019 wurde der Busverkehr von der Dürener Kreisbahn betrieben.
| Linie | Verlauf |
| ----- | --- |
| 207   | Düren Kaiserplatz – Städtisches Krankenhaus (← Merzenich Poolplatz) – Merzenich Rathaus |
| 208   | Düren Kaiserplatz – Distelrath – (Merzenich Rathaus –) Schöne Aussicht – Girbelsrath – Eschweiler über Feld – Nörvenich Alter Bf – Nörvenich Hommelsh. Weg – Hochkirchen – (Irresheim –) Eggersheim – Lüxheim – Gladbach – Müddersheim – Disternich – Sievernich – Bessenich – Zülpich Frankengraben – Adenauerpl./Schulzentr. |
| 209   | Düren Kaiserplatz – StadtCenter – Bahnhof/ZOB – Birkesdorf – Arnoldsweiler – Ellen (← Merzenich Poolplatz ← Valdersweg) |
| 217   | Merzenich Schule – Poolplatz – Schöne Aussicht – Girbelsrath (→ Morschenich-Neu → Morschenich) – Golzheim |
| 227   | Merzenich Bf – Merzenich Poolplatz – Rathaus – Schöne Aussicht |
| 229   | Arnoldsweiler – Merzenich Bf / Morschenich |
| 236   | Düren Kaiserplatz – StadtCenter – Bahnhof/ZOB – Birkesdorf – Huchem-Stammeln – Oberzier – Niederzier – Ellen – Arnoldsweiler – Merzenich Poolplatz – Merzenich Schule |
| 276   | Düren Bf/ZOB – StadtCenter – Distelrath – Merzenich Schöne Aussicht – Golzheim – Buir / Blatzheim (– Bergerhausen – Manheim-neu – Langenich – Kerpen) |
| SB35  | Schnellbus: Merzenich Bf – Ellen – Oberzier – Niederzier – Hambach – Forschungszentrum Jülich |
| N2    | Nachtbus: nur in den Nächten Fr/Sa und Sa/So Düren Bf/ZOB → Kaiserplatz → Merzenich → Nörvenich → Vettweiß → Stockheim → Binsfeld |

Durch Merzenich verläuft die Bundesstraße 264 von Düren in Richtung Köln. Nach Verlegung der A 4 wegen des Tagebaus Hambach erhielt Merzenich im September 2014 eine Autobahnauffahrt.

### Bildung
Grundschulen gibt es in Golzheim und Merzenich. Hauptschüler werden mit Schulbussen nach Nörvenich gefahren. Sowohl in Niederzier als auch in Merzenich selbst gibt es Standorte der Gesamtschule Niederzier/Merzenich. Andere weiterführende Schulen befinden sich im nahen Düren.
Vier Kindertagesstätten stehen in Merzenich und je eine in Girbelsrath und Morschenich für den Nachwuchs bereit.

### Strom, Gas, Wasser
Die Versorgung mit Strom erfolgt durch das RWE, die Versorgung mit Gas und Wasser durch die Stadtwerke Düren.

## Telefonvorwahlen
In Merzenich gilt die Vorwahlnummer 02421. Nur für Gespräche nach Golzheim und Morschenich wird die 02275 vorgewählt.

## Persönlichkeiten
- Kalle Pohl (* 1951), Komiker
- Josef Bläser (* 1952), Fußballspieler
- Dirk Berger (* 1971), Produzent/Gitarrist[9] The Krauts
- Manuel Rösler (* 1972), Komponist
- Peggy Porschen (* 1976), in England lebende Konditorin, Buchautorin und Unternehmerin
- Florian Moll (* 1991), Behindertensportler
- Günther Körffer (* 1954), Konditor